# Mike Posner
Mike Posner, celým jménem Michael Robert Henrion Posner (* 12. února 1988 Detroit, Michigan), je americký zpěvák, rapper,  textař, básník a hudební producent. Působí také jako člen hip hopového a R&B hudebního dua Mansionz. Druhým členem je dua je rapper Blackbear.

## Kariéra
Jeho debutové hudební album s názvem 31 Minutes to Takeoff vyšlo 10. srpna 2010. Součástí alba je i singl „Cooler Than Me“, který se v americké hitparádě Billboard Hot 100 vyšplhal na šestou příčku, a také píseň „Please Don't Go“, která se v téže hitparádě dostala mezi 20 nejvýše postavených singlů. V roce 2016 bylo vydáno jeho druhé studiové album At Night, Alone. Mezinárodní úspěch zaznamenala remixovaná verze jeho singlu „I Took a Pill in Ibiza“, která se v hitparádách ve 27 zemích světa dostala mezi 10 nejvýše umístěných singlů, v několika zemích se propracovala na nejvyšší příčku a v americké hitparádě Billboard Hot 100 zakončila na čtvrté pozici. 
V březnu 2017 vyšla jeho první kniha poezie Tear Drops & Balloons. V březnu 2018 vydal singl „Song About You“ z připravovaného třetího studiového alba. 
Na začátku roku 2019 vydal album A Real Good Kid. Na album navázal následující rok s deskou Operation: Wake Up.

## Diskografie

### Studiová alba
- 31 Minutes to Takeoff (2010)
- At Night, Alone (2016)
- A Real Good Kid (2019)
- Operation: Wake Up (2020)